# Großkrottendorf
Großkrottendorf ist eine Rotte, eine Ortschaft und eine Katastralgemeinde der Marktgemeinde Offenhausen im oberösterreichischen Bezirk Wels-Land im Hausruckviertel. 
Großkrottendorf liegt auf 370 Metern Seehöhe im Grünbachtal, eingebettet in die hügeligen Ausläufer des Hausrucks. Die Ausdehnung der Katastralgemeinde beträgt von Nord nach Süd rund 1,2 km, von West nach Ost rund 3 km, ihre Fläche beträgt 2,97 km². Die Ortschaft hat 83 Einwohner (Stand 2001). Zur Katastralgemeinde gehören außerdem die Ortschaften Aigen (12 Einwohner), Kurzenkirchen (12 Einwohner), Maierhof (8 Einwohner) und Untereggen (17 Einwohner).
Großkrottendorf besitzt eine Freiwillige Feuerwehr mit 59 Mitgliedern.